# Октябрь (Мордовия)
Октябрь — деревня в Ельниковском районе Мордовии России. Входит в состав Новоямского сельского поселения.

## История
В «Списке населённых мест Пензенской губернии за 1869» Большая Бриловка казенная деревня из 46 дворов Краснослободского уезда. В 1940 году деревня Большая Бриловка переименована в Октябрь.

## Население
| 2002 | 2010 |
| ---- | ---- |
| 13   | ↘5   |

Национальный состав
Согласно результатам Всероссийской переписи населения 2002 года, в национальной структуре населения мордва-мокша составляли 100 %.